# Utricularia odorata
Utricularia odorata — вид рослин із родини пухирникових (Lentibulariaceae).

## Біоморфологічна характеристика
Це наземний жовтоцвітий вид. Нижня губа віночка має великий купол, схожий на шолом, який облямований двома неглибокими частками з обох боків квітки, що зустрічаються в середині, утворюючи невеликий складчастий придаток. Шпора загострена і нахилена назад під тупим кутом. Верхня віночкова губа велика і розширена догори. Квітки численні й утворюються скупченими китицями на кінці довгого квітконосу на висоті коліна. 

## Середовище проживання
Вид росте в Австралії в Західній Австралії й Північній території, а також у південно-східній Азії (Камбоджа, Лаос, Таїланд, В'єтнам).
Росте у більш вологих місцях на сезонно затоплених піщаних рівнинах і на краях мілководних заток з пісковика. Рослини зацвітають в кінці вологого сезону і зберігаються як однорічники.